# Bluewhite64 Linux
Bluewhite Linux este o distribuție Linux românească, un port neoficial a distribuției Slackware pe arhitectura AMD64 si Intel EM64T.
Bluewhite Linux este un sistem de operare complex pe 64 de biți și include ultimele tehnologii Open Source. Rulează impecabil pe toată gama de servere și stații de lucru ce sunt echipate cu procesoare AMD64 și Intel EM64T (Extended Memory 64-bit Technology) cu unul sau mai multe nuclee. Înca de la prima versiune, Bluewhite menține simplitatea, stabilitatea și siguranță în operare. Nu încearcă să rivalizeze cu Windows, încearcă doar să fie cel mai bun Linux posibil. Bluewhite nu iși propune să acopere programele cu interfețe grafice fanteziste, în schimb, pune utilizatorii in control total asupra sistemului lasăndu-i să interacționeze cu acesta pană la cel mai mic detaliu. Dezvoltarea distribuției nu este grăbită pentru a satisface termenele limită, fiecare versiune este lansată când este gata pregătită. Bluewhite este distribuția ideala pentru cei cărora le place să invețe și să iși configureze singuri propriul sistem, lasandu-i să facă exact ceea ce doresc. Stabilitatea și simplitatea sunt motivele pentru care muțti folosesc această distribuție și tot din aceste motive o vor folosi mulți ani de acum incolo.
Bluewhite Linux are reputația de a fi solid, stabil și sigur, atât ca stație de lucru, dar mai ales ca server. Odata instalate și configurate, serverele pot sustine afaceri, putând juca orice rol dorit, cu costuri scăzute. Servere de web, FTP, e-mail, DNS, back-up și multe altele, sunt functionale la cheie, precum și o gama variata de medii desktop (interfețe grafice - window manager). Nucleul (kernel) Linux pe care se bazează distribuția Bluewhite, functionează ireproșabil pe toata gama de servere, de la low-end și până la high-end, cu suport multiprocesor (pana la 255 de procesoare) și optimizări speciale pentru fiecare clasă de procesor AMD64 și Intel EM64T. Sunt incluse și o varietate de unelte pentru programare, editoare de text și biblioteci curente pentru cei ce doresc să-și compileze propriile programe.
Ultima versiune a distribuției este 13.0, din 09.09.2009. 